# Viktor Vasin
Viktor Vladimirovich Vasin (tiếng Nga: Виктор Владимирович Васин; sinh ngày 6 tháng 10 năm 1988) là một cầu thủ bóng đá người Nga hiện tại thi đấu ở vị trí trung vệ cho P.F.K. CSKA Moskva và Đội tuyển bóng đá quốc gia Nga.

## Quốc tế
Anh được triệu tập vào Đội tuyển bóng đá quốc gia Nga thi đấu giao hữu với Bỉ vào ngày 17 tháng 11 năm 2010 và có màn ra mắt trong trận đấu đó.

### Thống kê sự nghiệp
Tính đến 10 tháng 12 năm 2017
| Câu lạc bộ             | Mùa giải             | Giải vô địch                | Giải vô địch | Giải vô địch | Cúp     | Cúp       | Châu lục | Châu lục  | Tổng cộng | Tổng cộng |
| Câu lạc bộ             | Mùa giải             | Hạng đấu                    | Số trận      | Bàn thắng    | Số trận | Bàn thắng | Số trận  | Bàn thắng | Số trận   | Bàn thắng |
| ---------------------- | -------------------- | --------------------------- | ------------ | ------------ | ------- | --------- | -------- | --------- | --------- | --------- |
| P.F.K. Spartak Nalchik | 2006                 | Giải bóng đá ngoại hạng Nga | 0            | 0            | 0       | 0         | –        | –         | 0         | 0         |
| P.F.K. Spartak Nalchik | 2007                 | Giải bóng đá ngoại hạng Nga | 1            | 0            | 0       | 0         | –        | –         | 1         | 0         |
| P.F.K. Spartak Nalchik | 2008                 | Giải bóng đá ngoại hạng Nga | 4            | 0            | 0       | 0         | –        | –         | 4         | 0         |
| F.K. Nizhny Novgorod   | 2009                 | FNL                         | 31           | 1            | 3       | 1         | –        | –         | 34        | 2         |
| P.F.K. Spartak Nalchik | 2010                 | Giải bóng đá ngoại hạng Nga | 20           | 1            | 1       | 0         | –        | –         | 21        | 1         |
| P.F.K. Spartak Nalchik | Tổng cộng (2 spells) | Tổng cộng (2 spells)        | 25           | 1            | 1       | 0         | 0        | 0         | 26        | 1         |
| P.F.K. CSKA Moskva     | 2011–12              | Giải bóng đá ngoại hạng Nga | 4            | 0            | 0       | 0         | 0        | 0         | 4         | 0         |
| P.F.K. CSKA Moskva     | 2012–13              | Giải bóng đá ngoại hạng Nga | 0            | 0            | 3       | 0         | 0        | 0         | 3         | 0         |
| P.F.K. CSKA Moskva     | 2013–14              | Giải bóng đá ngoại hạng Nga | 0            | 0            | 1       | 0         | 0        | 0         | 1         | 0         |
| F.K. Mordovia Saransk  | 2014–15              | Giải bóng đá ngoại hạng Nga | 30           | 2            | 3       | 2         | –        | –         | 33        | 4         |
| P.F.K. CSKA Moskva     | 2015–16              | Giải bóng đá ngoại hạng Nga | 3            | 0            | 3       | 0         | 1        | 0         | 7         | 0         |
| F.K. Ufa               | 2016–17              | Giải bóng đá ngoại hạng Nga | 17           | 0            | 0       | 0         | –        | –         | 17        | 0         |
| P.F.K. CSKA Moskva     | 2016–17              | Giải bóng đá ngoại hạng Nga | 13           | 0            | 0       | 0         | –        | –         | 13        | 0         |
| P.F.K. CSKA Moskva     | 2017–18              | Giải bóng đá ngoại hạng Nga | 16           | 2            | 1       | 0         | 10       | 0         | 27        | 2         |
| P.F.K. CSKA Moskva     | Tổng cộng (3 spells) | Tổng cộng (3 spells)        | 36           | 2            | 8       | 0         | 11       | 0         | 55        | 2         |
| Tổng cộng sự nghiệp    | Tổng cộng sự nghiệp  | Tổng cộng sự nghiệp         | 139          | 6            | 15      | 3         | 11       | 0         | 165       | 9         |

### Bàn thắng quốc tế
Tỉ số và kết quả liệt kê bàn thắng của Nga trước.
| #  | Ngày                | Địa điểm                               | Đối thủ | Bàn thắng | Kết quả | Giải đấu |
| -- | ------------------- | -------------------------------------- | ------- | --------- | ------- | -------- |
| 1. | 28 tháng 3 năm 2017 | Sân vận động Olympic Fisht, Sochi, Nga | Bỉ      | 1–0       | 3–3     | Giao hữu |
| 2. | 9 tháng 6 năm 2017  | VEB Arena, Moskva, Nga                 | Chile   | 1–1       | 1–1     | Giao hữu |

## Danh hiệu
CSKA Moskva
- Vô địch Giải bóng đá ngoại hạng Nga: 2012–13, 2013–14
- Vô địch Cúp quốc gia Nga: 2012–13
- Vô địch Siêu cúp bóng đá Nga: 2013, 2018